# Mark Gangloff
Pour les articles homonymes, voir Gangloff.
Mark Gangloff (né le 8 juin 1982 à Buffalo dans l'État de New York) est un nageur américain en activité spécialiste des épreuves de brasse (50 et 100 m). Double champion olympique en relais, il se distingue en 2009 en devenant le second performeur de l'histoire sur 100 m brasse en 59,01 secondes.

## Biographie
Diplômé de l'Université d'Auburn en criminologie en 2005, il représente le club des Tigers durant sa scolarité. Depuis la fin de ses études, il s'entraîne à Charlotte en Caroline du Nord au sein du club SwimMac Carolina.
À peine âgé de 17 ans, Mark Gangloff représente pour la première son pays à l'occasion des Jeux panaméricains 1999 en République dominicaine. Il y enlève sa première récompense internationale, la médaille de bronze du 200 m brasse. Il nage de nouveau en équipe nationale quatre ans plus tard lors de l'édition 2003 des Jeux panaméricains. Vainqueur du 100 m brasse en 1 minute et 95 centièmes de seconde, il obtient un deuxième titre au sein du relais 4 × 100 m quatre nages. L'année suivante ont lieu les Jeux olympiques de 2004 à Athènes. Quatre ans plus tôt, il avait déjà disputé ces sélections sans succès en échouant au septième rang sur 100 m brasse alors que les seuls deux premiers sont qualifiés pour les Jeux. Cette fois-ci, Mark Gangloff termine deuxième du 100 m et obtient ainsi son billet pour la Grèce. Là-bas, il atteint la finale olympique de cette épreuve mais doit se contenter de la quatrième place, à 29 centièmes de seconde de la médaille de bronze enlevée par le Français Hugues Duboscq, ce malgré un bon retour dans les 50 derniers mètres. Ses Jeux ne sont toutefois pas finis puisqu'il nage les séries du relais 4 × 100 m quatre nages. Cette participation suffit à le sacrer champion olympique bien qu'il ne soit pas aligné lors de la finale remportée par le quatuor titulaire d'américains.
L'année suivante, il remporte deux médailles dont une individuelle lors des Championnats du monde de Montréal : l'argent sur 50 m brasse, derrière l'Allemand Mark Warnecke et l'or au titre du relais 4 × 100 m quatre nages. Il est en revanche éliminé dès les demi-finales du 100 m. Dès lors, ses performances stagnent comme l'atteste sa quatrième place aux championnats nationaux en 2006. L'année 2007 est bien meilleure même s'il ne participe pas aux Championnats du monde à Melbourne. Il brille en effet aux Jeux panaméricains en décrochant deux médailles puis en signant la meilleure performance mondiale de l'année sur 50 m. Plus encore, il retrouve sa place de dauphin sur le plan national derrière Brendan Hansen, meilleur représentant du pays depuis 2004.
L'année 2008 est celle des Jeux olympiques de Pékin. Avant cela, Mark Gangloff dispute les Mondiaux en petit bassin à Manchester. Il y remporte deux médailles d'argent, sur le 50 m brasse puis avec le relais 4 × 100 m quatre nages. Puis viennent en juin les sélections olympiques disputées à Omaha dans le Nebraska. Dès les séries, il améliore son record personnel sur 100 m en 1 minute et 1 dixième de seconde. La finale revient au favori Hansen, suivi par Gangloff qui obtient ainsi son billet individuel pour les Jeux olympiques. En Chine, son temps d'engagement ne le place pas parmi les favoris. Il parvient toutefois à atteindre la finale. Mais alors que le podium se joue sous les 59,5 secondes, il ne descend pas sous la minute et plus encore, en 1 minute et 24 centièmes de seconde, termine à la huitième et dernière place. Il participe plus tard aux séries du relais 4 × 100 m quatre nages mais n'est pas sélectionné au sein du quatuor retenu en finale. Portée par Michael Phelps en quête d'un huitième titre olympique, l'équipe américaine remporte la médaille d'or. Au titre de sa participation aux séries, Mark Gangloff partage pour la seconde fois consécutive cette récompense.
En juillet 2009 se déroulent les sélections nationales pour les Championnats du monde prévus quelques semaines plus tard. Toujours devancé par Brendan Hansen lors des rendez-vous nationaux jusqu'alors, il profite cette saison de l'année sabbatique de ce dernier pour remporter son premier titre sur 100 m brasse. Vêtu de la combinaison controversée Jaked, il gagne cette épreuve en 59,01 secondes. Ce nouveau record d'Amérique, effaçant les 59,13 secondes de Hansen, constitue alors la seconde performance de l'histoire à un dixième de seconde du record du monde du Japonais Kosuke Kitajima. Avant ces championnats, son record personnel s'établissait à 1 minute et un dixième ; après ceux-ci, tout en descendant pour la première sous la minute, il améliore d'une seconde et neuf centièmes son meilleur temps absolu. Cette performance lui permet d'obtenir sa qualification pour les Mondiaux de Rome où il s'alignera également sur 50 m brasse, grâce à un nouveau record national établi durant ces mêmes sélections en 27,34 secondes. Les absences combinées de son compatriote Hansen et du champion olympique Kitajima l'élèvent par ailleurs parmi les favoris pour l'événement planétaire.
Pourtant, lors des mondiaux, il réalise des temps bien inférieurs et ne parvient pas à se qualifier en finale du 100 m, ne nageant que le onzième chrono des demi-finales. Il s'illustre cependant sur la distance inférieure en décrochant la médaille de bronze du 50 m derrière le Sud-Africain Cameron van der Burgh et Felipe França. Enfin, aligné en séries du relais 4 × 100 m quatre nages, il remporte la médaille d'or obtenue par les titulaires américains en finale.
Lors des mondiaux de Shanghai en 2011, il remporte la médaille d'or avec le relais 4 × 100 m quatre nages.
```
A également jouer dans le film "
The Guardian
", 2006.
```

## Palmarès

### Jeux olympiques
- Jeux olympiques de 2004 à Athènes (Grèce) :
  -  Médaille d'or au titre du relais 4 × 100 m quatre nages[15].

- Jeux olympiques de 2008 à Pékin (Chine) :
  -  Médaille d'or au titre du relais 4 × 100 m quatre nages[15].

### Championnats du monde
Grand bassin
- Championnats du monde 2005 à Montréal (Canada) :
  -  Médaille d'or au titre du relais 4 × 100 m quatre nages[15].
  -  Médaille d'argent du 50 m brasse.

- Championnats du monde 2009 à Rome (Italie) :
  -  Médaille d'or au titre du relais 4 × 100 m quatre nages[15].
  -  Médaille de bronze du 50 m brasse.

- Championnats du monde 2011 à Shanghai (Chine) :
  -  Médaille d'or au titre du relais 4 × 100 m quatre nages.

Petit bassin
- Championnats du monde 2004 à Indianapolis (États-Unis) :
  -  Médaille d'or au titre du relais 4 × 100 m quatre nages[15].

- Championnats du monde 2008 à Manchester (Royaume-Uni) :
  -  Médaille d'argent du relais 4 × 100 m quatre nages.
  -  Médaille d'argent du 50 m brasse.

- Championnats du monde 2010 à Dubaï (Émirats arabes unis) :
  -  Médaille d'or au titre du relais 4 × 100 m quatre nages[15].

### Jeux panaméricains
- Jeux panaméricains 1999 à Winnipeg (Canada) :
  -  Médaille de bronze du 200 m brasse.

- Jeux panaméricains 2003 à Saint-Domingue (République dominicaine) :
  -  Médaille d'or du 100 m brasse.
  -  Médaille d'or au titre du relais 4 × 100 m quatre nages.

- Jeux panaméricains 2007 à Rio de Janeiro (Brésil) :
  -  Médaille d'or au titre du relais 4 × 100 m quatre nages.
  -  Médaille d'argent du 100 m brasse.

## Records

### Records personnels
Ces tableaux détaillent les records personnels de Mark Gangloff en grand bassin.
| Épreuve      | Temps         | Compétition                      | Lieu                                   | Date       |
| 50 m brasse  | 26 s 86       | Championnats du monde 2009       | Rome, Italie                           | 29/07/2009 |
| 100 m brasse | 59 s 01       | Championnats des États-Unis 2009 | Indianapolis, États-Unis               | 07/07/2009 |
| 200 m brasse | 2 min 13 s 44 | Jeux panaméricains 2003          | Saint-Domingue, République dominicaine | 14/08/2003 |